# Becontree (Metropolitano de Londres)
Becontree é uma estação do Metrô de Londres. Ela serve a linha District.

## História
Em 1858, uma linha através de East Ham foi construída para fornecer uma conexão mais rápida entre Barking e a Cidade de Londres, que se conecta à rota da London and Blackwall Railway para Fenchurch Street. Entre 1885 e 1888, a London, Tilbury and Southend Railway (LT&SR) construiu uma linha entre Barking e Pitsea via Upminster para fornecer uma rota mais direta entre as duas cidades. A estação não foi construída naquela época.
A London, Midland and Scottish Railway (LMSR) assumiu a propriedade da linha London, Tilbury e Southend em 1923 e a estação foi inaugurada como Gale Street Halt em 28 de junho de 1926 para atender o novo Becontree Estate e áreas residenciais subsequentes. Inicialmente, não havia estradas que levassem à estação. Em 1929, a empresa propôs quadruplicar sua linha entre Barking e Upminster e eletrificar um par de trilhos para a District line. A estação foi reconstruída e novas plataformas foram construídas para o novo par de trilhos. Gale Street Halt foi renomeado como Becontree e o novo edifício da estação foi projetado pelo arquiteto William Henry Hamlyn inaugurada em 18 de julho de 1932, com os serviços da linha District eletrificada começando a operar 2 meses depois, em 12 de setembro. Além do início dos serviços eletrificados, duas novas estações adjacentes na linha District, chamadas Upney e Heathway (agora Dagenham Heathway), foram inauguradas.